# Хелм-Жарський
Хелм-Жарський (пол. Chełm Żarski, нім. Groß Chelm) — село в Польщі, у гміні Любсько Жарського повіту Любуського воєводства.
Населення — 85 осіб (2011).
У 1975-1998 роках село належало до Зеленогурського воєводства.

## Демографія
Демографічна структура станом на 31 березня 2011 року:
|          | Загалом | Допрацездатний вік | Працездатний вік | Постпрацездатний вік |
| -------- | ------- | ------------------ | ---------------- | -------------------- |
| Чоловіки | 39      | 6                  | 30               | 3                    |
| Жінки    | 46      | 11                 | 28               | 7                    |
| Разом    | 85      | 17                 | 58               | 10                   |